# マヌ・コネ
マヌ・コネ（Emmanuel "Manu" Kouadio Koné、2001年5月17日 - ）は、フランス・オー＝ド＝セーヌ県コロンブ出身のサッカー選手。セリエA・ローマ所属。フランス代表。ポジションはミッドフィールダー。

## クラブ経歴
パリFCなどのユースを経て、2016年にトゥールーズと契約。2018年にBチームに昇格。翌2019年にトップチームに昇格し、5月24日のディジョン戦でリーグ・アンデビュー。2019-20シーズンは当初はBチームでプレーし、途中にトップチームに昇格。先発に定着するも、チームはリーグ最下位のまま2020年3月にコロナウイルスによる中断を経てリーグ終了となり、リーグ・ドゥ降格。12月22日のポー戦でプロ初ゴールを記録。2部リーグながらチームの中心選手に成長し、ACミランやアトレティコ・マドリードなどが、コネの獲得に興味を示していると報じられた。
2021年1月21日、ボルシア・メンヒェングラートバッハと2025年までの契約を締結。2020-21シーズンはローン移籍の形でトゥールーズに残留し、同年7月に加入することが発表された。
2024年8月30日、ASローマに買取義務付きのレンタルで移籍した。背番号は17番。

## 代表経歴
2018年から、ユース世代のフランス代表でプレーした。

## タイトル

### 代表
U-23フランス代表
- パリオリンピック銀メダル: 2024